# Споменик Незнаном јунаку
Споменик Незнаном јунаку на Авали је монументални маузолеј на врху планине Авала на југоистоку Београда (општина Вождовац). Творац овог споменика је хрватски и југословенски вајар Иван Мештровић. Подигнут је 1938. године.

## Историја
Приликом повлачења 1915, један српски војник је погинуо на самом врху Авале. Немци су га сахранили и на крстачи написали Ein unbekannter serbischer Soldat.
Гроб је 1921. био "на путу да нестане", па је представништво Народне скупштине у јуну прихватило предлог да се подигне "скроман споменик" у спомен свих палих незнаних јунака, за коју сврху је затим формиран и одбор на челу са др. Иваном Рибаром. Гроб је ископан 23. новембра 1921, када се на основу пронађених ствари утврдило да је то заиста био српски војник; ствари су однесене у Београд а кости положене у сандук и поново закопане, у очекивању градње пројектованог споменика. Одбор је у јануару 1922. упутио проглас грађанству Београда да споменик подигне престоница, наредних месеци је организовао предавања, биоскопске представе и друге активности за прикупљање новца.
У близини средњовековног утврђеног града Жрнова (12-15. век) на врху Авале становници околних села подигли су 1922. године камени споменик на месту гроба непознатог палог ратника из Првог светског рата, освећен 1. јуна те године. Соколи су следећег септембра приредили свечани помен. Касније те године је расписан конкурс за нацрт споменика, али ниједан није задовољавао критеријуме. У фебруару 1925, делегација Јерусалимске патријаршије положила је на Авали ловоров венац са Крстом Ордена Светог гроба, касније предат Војном музеју.
Након нешто више од једне деценије, по жељи краља Александра I Карађорђевића, а у складу са општом акцијом подизања споменика Незнаном јунаку у другим земљама савезницама у том рату (од 1920. године Француској, Енглеској, Италији, Белгији, Канади, САД), порушени су остаци града Жрнова и на том простору изграђено монументално спомен обележје – маузолеј Незнаном јунаку, најмонументалнији јавни споменик на највишој коти Београда. То је постало симболично место одавања почасти свим палим ратницима у ратовима 1912-1918. године.
Ово је архитектонско-скулпторско дело изведено према нацртима Ивана Мештровића, изузетно ангажованог скулптора у Краљевини Југославији. Уметник је изабран по снази којом је требало да делује споменик таквог значаја. У осмишљавању програмског концепта, поред Мештровића учествовао је и преломну одлуку у избору пројекта донео сам краљ Александар.

## Изградња
Необрађени блокови гранита, чврстог сивкасто-црног камена (габро) из државног каменолома „Јабланица“, код Мостара у долини Неретве, допремани су до железничке станице у Рипњу код Београда. Одатле су уским колосеком довожени до врха Авале, где су извођени завршни радови полирања и глачања. У ту сврху су до градилишта били доведени струја и вода. Недалеко од старог споменика биле су подигнуте бараке са клесарским радионицама и простором за складиштење материјала. Монументалне скулптуре каријатида стизале су из Мештровићеве радионице Сплиту у подножје Авале, а затим су као и камени блокови подизане извлачењем до врха вагонетима. Затим су биле постављане дизалицом на високу скелу изграђену око постамента споменика.
Изградња је почела 18. јуна 1934. и трајала је пуне четири године. Темељ као и језгро споменика су изграђени од армираног бетона, а затим су на њега постављани блокови од племенитог тамног камена. Први гранитни блок је положен 19. августа 1935.. Стручњаци Техничке дирекције Управе краљевског двора водили су надзор над подизањем споменика, руководилац радова био је инжењерски пуковник Стеван Живановић, а у изради, обради камена и монтирању блокова учествовали су припадници југословенске краљевске војске и морнарице.
На Видовдан 1934. године краљ Александар I Карађорђевић је повељу о подизању меморијала положио у темељ споменика, који је потом освештан. При врху саркофага уклесан је натпис: „АЛЕКСАНДАР I КРАЉ ЈУГОСЛАВИЈЕ НЕЗНАНОМ ЈУНАКУ“, а на супротној страни година завршетка споменика „MCMXXXVIII“ (1938).
Мештровић је припремио две варијанте изгледа споменика који треба достојанствено да носи идеју славе и одавања почасти. Да би се исказала таква идеја изабрана је једноставна форма, али која чува у себи традицију маузолеја и других очуваних споменика још из периода ране античке уметности. Коначно није одабрана форма храма или светилишта према првобитној замисли, већ монументални саркофаг (камени ковчег) кроз који се пролази – гробница на петостепеном постаменту, симболу петовековног ропства Србије под Турцима. Тако се у овом споменику меморијалног и гробног карактера (маузолеја) прожимају облици и значења античког храма и жртвеника, али и гробнице, а саркофаг истиче континуитет честе форме гробног обележја, нарочито владарских или значајнијих личности, од времена антике и током средњег века. Нарочито је као узор за овај споменик послужила раноантичка гробница персијског владара Кира у старој престоници Пасаргаду, у данашњем Ирану. 
У постаменту споменика Незнаном јунаку је скривена крипта, подземна просторија, у којој се налази ковчег са посмртним остацима непознатог ратника. Висина споменика је 14,5 м, дужина 36 м, ширина у подножју износи 26 м, док је степениште са прилазне стране дуго 93 м. Првобитно је део концепта била и кружна фонтана, која је касније ипак уклоњена са пролазне осе споменика.

## Изглед споменика
До маузолеја се стиже каскадним степенишним прилазима, којим су постигнуте изузетне визуре од подножја ка врху споменика. Кроз њега се пролази по подужној оси саркофага, кроз две капије, наглашене удвојеним паровима монументалних каријатида (женских фигура у улози стубова) које су окренуте ка самом пролазу, чиме је указано на важност правца кретања посетиоца. Каријатиде високе 4 метра, исклесане су из једног комада камена од истог материјала као и камени блокови споменика. То су масивне скулптуре на улазу-капији, одевене у различиту народну одећу украшену богатим накитом. У начину обраде одеће спроведена је модерна геометријска стилизација, док су лица реалистична, нека карактеризирана, а нека неутрална. Монументалне босоноге чуварице, достојанственог и неемотивног израза и става, смирене и озбиљне, али нестатичне, стоје у контрапосту (једном ногом опуштено ослоњеном), са рукама прислоњеним уз тело у различитим положајима. Оне су младолике, односно вечно младе жене, симболи мајки свих палих ратника које упућују на идеје вечне, ванвременске славе и идеју југословенства, уједињавања свих националности у Краљевини Југославији, са представама „Босанке, Црногорке, Далматинке, Хрватице, Словенке, Војвођанке, Србијанке и Јужносрбијанке.“ Завршене су на лето 1936, тог августа су се могле видети изложене у Сплиту. Мештровић је потпуно одговорио захтевима краља Александра, остваривши величанствено дело веома складних пропорција, изузетно прецизне и врхунске уметничке израде који одају утисак дивљења.
По изградњи новог монументалног споменика 1938. године посмртни остаци непознатог српског ратника су из старог спомен обележја, које је потом порушено, положени на Видовдан у нову крипту. Остаци других ратника, који су ту такође били сахрањени, пренети су у костурницу код цркве Ружице на простору Београдске тврђаве, док су војнички предмети предати Војном музеју у Београду. Незнани јунак је у јесен 1928. одликован Златним Ратним крстом Чехословачке Републике. На Видовдан 1939. одликован је Карађорђевом звездом са мачевима.
Конзерваторско-рестаураторски радови на споменику су извођени 1967. и 1989. године, а Завод за заштиту споменика културе града Београда израдио је 1993. године пројекат санације и ревитализације споменика. Споменик Незнаном јунаку је утврђен за споменик културе 1984. године, а 1987. за културно добро од изузетног значаја.

## Галерија
- Прилаз споменику зими
- Фотографија споменика из ваздуха
- Споменик Незнаном јунаку на Авали
- Споменик зими
- Споменик зими